# Ганна Сомко
Га́нна Сомко́ або Гафія Сомківна, у шлюбі Хмельницька (? — 1608, Переяслав — 1647, Суботів) — міщанка Речі Посполитої, перша дружина Богдана Хмельницького, мати його синів Тимоша та Юрія і доньок Катерини та Олени (Степаниди). Сестра наказного гетьмана Лівобережної України Якима Сомка.

## Біографія
Ганна Сомко (або Гафія Сомківна) народилася не пізніше 1608 р. в Переяславі, що на той час входив до складу однойменного староства Київського воєводства у заможній міщанській родині Сомків. Спираючись на поминальний ряд синодики брата Ганни, Якима Сомка, дослідники встановили, що їхнього батька звали Семен і припускають, що це був Семен Сом, посол до Московії у 1620-х роках.
Близько 1623 року вступила в шлюб з Богданом Хмельницьким. Народила шість (за іншими даними — сім) дітей.
Передчасно померла, не доживши до 40 років. За версією українського історика Ярослава Дашкевича це сталося у період між 1645—1647 роками.

## Родина
Сомки були заможною міщанською родиною. Найближчі родичі Ганни:
- Семен Сом — батько Ганни, посол до Московії у 1620-х роках[1].
- Яким Сомко — брат Ганни, військовий і державний діяч Гетьманщини XVII століття, Наказний гетьман Війська Запорозького на Лівобережжі. Страчений після «Чорної ради».
- Сава Сомченко — брат Ганни, гаданий у 1648 році, як сотник полку Хмельницького. Відомо, що у травні 1651 року гетьман направив до Стамбула посланців: «білоцерківського полковника Павла» і «свого шваґра Саву».[4]
- Богдан Хмельницький — чоловік Ганни, політик, полководець і дипломат. Після її смерті очолив національно-визвольну війну, що призвела до заснування козацької держави. Національний герой України.
- Діти:
Тиміш Хмельницький (нар. між 1630 і 1635) —  чоловік доньки молдавського господаря Василя Лупула, Розанди.
Юрій Хмельницький (нар. бл. між 1640 і 1642 — пом. 1685) — Гетьман Війська Запорозького.
Степанида Хмельницька (нар. ран. 1635) —  дружина Білоруського полковника Івана Нечая.
Катерина Хмельницька (нар. ран. 1647) — дружина канівського старшини Івана Стороженка[5], за іншими даними — бихівського полковника Данила Виговського, а потім колишнього гетьмана Правобережжя Павла Тетері.[6][7]
а також Григорій (помер немовлям) і кілька доньок з невідомими іменами.[5]